# Sands Point
Sands Point és una població dels Estats Units a l'estat de Nova York. Segons el cens del 2000 tenia 2.786 habitants.
A la població es pot trobar el Palau Hempstead o Gould Castle.

## Demografia
Segons el cens del 2000, Sands Point tenia 2.786 habitants, 878 habitatges, i 783 famílies. La densitat de població era de 253,7 habitants per km².
Dels 878 habitatges en un 40,2% hi vivien nens de menys de 18 anys, en un 82,3% hi vivien parelles casades, en un 4,7% dones solteres, i en un 10,8% no eren unitats familiars. En el 8,7% dels habitatges hi vivien persones soles el 4,8% de les quals corresponia a persones de 65 anys o més que vivien soles. El nombre mitjà de persones vivint en cada habitatge era de 3,12 i el nombre mitjà de persones que vivien en cada família era de 3,22.
Per edats la població es repartia de la següent manera: un 27,3% tenia menys de 18 anys, un 4,5% entre 18 i 24, un 22,9% entre 25 i 44, un 29,7% de 45 a 60 i un 15,6% 65 anys o més.
L'edat mediana era de 42 anys. Per cada 100 dones de 18 o més anys hi havia 86,5 homes.
La renda mediana per habitatge era de 200.000 $ i la renda mediana per família de 200.000 $. Els homes tenien una renda mediana de 100.000 $ mentre que les dones 60.938 $. La renda per capita de la població era de 95.647 $. Entorn del 3,1% de les famílies i el 2,1% de la població estaven per davall del llindar de pobresa.